# Epigene di Atene
Epigene di Atene in greco antico: Ἐπιγένης ὁ Ἀθηναῖος? (fl. IV secolo a.C.) è stato un commediografo greco antico della commedia di mezzo.

## Biografia
Giulio Polluce parla di lui come neôn tis kômikôn, ma i termini "media" e "nuova", come osserva Clinton, non sono sempre applicati con molta attenzione. Lo stesso Epigene, in un frammento del suo dramma intitolato La piccola tomba (Mnêmation) parla di Pissodaro, principe di Caria, come "figlio del re"; e da questo Augustus Meineke sostiene che la commedia in questione deve essere stata scritta mentre Ecatomno, il padre di Pissodaro, era ancora vivo, e forse intorno al 380 a.C. Troviamo inoltre in Ateneo, che c'era un dubbio tra gli antichi se il dramma chiamato Scomparsa del denaro (Argyrion Aphanismos) dovesse essere assegnato a Epigene o ad Antifane. Questi poeti quindi devono essere stati contemporanei. La Suda cita altre due commedie scritte da Epigene: Eroine e Gozzoviglia.
I frammenti delle commedie di Epigene sono stati raccolti da Meineke e Kock. 